# Фантастическая четвёрка: Величайшие герои мира
«Фантастическая четвёрка: Величайшие герои мира» (англ. Fantastic Four: World's Greatest Heroes) — американский мультипликационный сериал производства французской анимационной компании MoonScoop Group, основанный на комиксах о Фантастической четвёрке издательства Marvel Comics. Это четвёртый мультсериал о приключениях команды. Шоу сочетает в себе комбинирование рисованной мультипликации и трёхмерной графики. Мультсериал разрабатывался подразделением MoonScoop, Taffy Entertainment, в сотрудничестве с M6 и Cartoon Network Europe.

## Сюжет
«Фантастическая четвёрка: Величайшие герои мира» не связана с предыдущими мультсериалами о Фантастической четвёрке. В отличие от своего предшественника 1994 года, в основе которого лежали классические комиксы о приключениях команды, «Величайшие герои мира» преподносит оригинальные сюжеты, в том числе собственную предысторию о происхождении супергероев. В мультсериале использовались элементы из фильма 2005 года, в частности общая история происхождения команды и их заклятого врага Доктора Дума.

## В ролях
- Хиро Канагава — Рид Ричардс / Мистер Фантастик
- Лара Гилкрист — Сьюзан Шторм / Невидимая леди
- Кристофер Жако — Джонни Шторм / Человек-факел
- Брайан Добсон — Бен Гримм / Существо, Флэтмен
- Сэм Винсент — Г.Е.Р.Б.И., Трапстер, Питер Паркер
- Пол Добсон — Виктор фон Дум / Доктор Дум, Человек-крот, Капитан Ультра
- Сунита Прасад — Алисия Мастерс

### Приглашённые знаменитости
- Марк Ачесон — Аттума
- Майкл Адамтуэйт — Нэмор
- Дон Браун — Генри Питер Гайрич
- Тревор Девалл — Диабло
- Майкл Добсон — Ронан Обвинитель, мистер Боннер-Дэвис
- Брайан Драммонд — агент Прэтт
- Лаура Драммонд — Кортни Боннер-Дэвис
- Марк Гиббон — Халк
- Джонатан Холмс — Чародей
- Эндрю Кавадас — доктор Брюс Беннер
- Дэвид Кэй — Тони Старк / Железный человек
- Терри Классен — Невозможный человек
- Скотт МакНил — Аннигилус
- Колин Мёрдок — Уилли Лампкин
- Питер Нью — Руперт Гик
- Джон Новак — Высший разум
- Марк Оливер — командир Кл’рт / Супер-Скрулл
- Джон Пейн — Хэнк Пим / Человек-муравей
- Элвин Сандерс — Филипп Мастерс / Кукловод
- Ребекка Шойкет — Дженнифер Уолтерс / Женщина-Халк, Девушка-белка
- Венера Терзо — Люсия фон Бардас
- Ли Токар — Терминус

## Эпизоды
| № | Название                        | Дата премьеры    | Код производства |
| --- | ------------------------------- | ---------------- | ---------------- |
| 1 | «Судный день»                   | 16 сентября 2006 | 101              |
| СМИ обвиняют Мистера Фантастика в том, что тот намеренно подверг своих товарищей по Фантастической четвёрке космическому облучению. Вскоре после этого Рид Ричардс узнаёт, что статья была подделана Доктором Думом, намеревающимся проникнуть в Негативную Зону. |                                 |                  |                  |
| 2 | «Кротхэттен»                    | 4 сентября 2009  | 102              |
| Похитив Существо, Человек-крот пытается убедить Бена Гримма объединить с ним усилия, чтобы создать подземный рай, где внешность не будет иметь значения. |                                 |                  |                  |
| 3 | «Испытание огнём»               | 2 сентября 2006  | 103              |
| После уничтожения робота, Человек-факел необъяснимым образом исчезает. Он материализуется на наполненном инопланетянами стадионе, где его судят за преступления против империи Крии, а Ронан Обвинитель выступает в качестве судьи. Тем временем Бен пытается развлечь гостей на благотворительном ужине. Рид становится адвокатом Джонни Шторма, в то время как Существо и Невидимая леди получают повестку в качестве свидетелей. Тем не менее, показания Бена и Сью не приводят к оправданию Джонни. Его приговаривают к незамедлительной казни от руки роботизированных существ. Бен, Сью и Рид сражаются с роботами-палачами, один из которых случайно бросается в толпу. Джонни спасает ребёнка Крии из толпы от потерявшего над собой контроль робота, благодаря чему инопланетяне требуют освобождения Человека-факела. Чувствуя себя униженным из-за необходимости следовать воле толпы, Ронан освобождает Джонни. Крии возвращаются в свой родной мир, в то время как Ронана изгоняют из Империи Крии, а Высший Разум отмечает, что Фантастическая четвёрка может быть полезна в их войне против Скруллов. |                                 |                  |                  |
| 4 | «В теле Дума»                   | 9 сентября 2006  | 104              |
| Четвёрка возвращаются в Здание Бакстера после тушения пожара, который устроил Джонни. Бен и Сью злятся на него из-за этого и Джонни заявляет, что сделает всё возможное, чтобы загладить свою вину. Дум меняется телами с Ридом, предварительно отключая всё своё оборудование. Застряв в теле своего заклятого врага, Рид, в конечном итоге, покидает пределы Замка Дума. На следующий день проснувшийся Джонни обнаруживает в своей комнате съёмочную группу. Сью объясняет, что в качестве расплаты за вчерашний день Человек-факел станет гвоздём программы «День из жизни», чтобы зрители могли узнать, на что похож день из жизни Фантастической четвёрки. Когда Дум в роли Рида просит Сью отменить его лекции, все трое отмечают странность происходящего. Рид в образе Дума появляется в Здании Бакстера, столкнувшись с его обитателями в лице квартета. Полагая, что перед ними на самом деле Дум, они ловят его. В конце концов Рид убеждает Сью довериться ему, и вместе они предотвращают попытку Дума превратить Здание Бакстера в оружие, а также возвращают Виктора и Рида в их прежние тела.       |                                 |                  |                  |
| 5 | «Кукловод»                      | 16 июня 2007     | 105              |
| Отчим Алисии Мастерс приобретает запас глины, облучённой фрагментом разбившейся космической станции Рида, что позволяет ему управлять другими людьми словно Кукловоду. |                                 |                  |                  |
| 6 | «Вне зоны»                      | 28 октября 2006  | 106              |
| Положение дел ухудшается, когда Джонни устраивает своей подруге Фрэнки несанкционированную экскурсию по лаборатории Рида. Когда Фрэнки попадает в другое измерение, Джонни отправляется вслед за ней не сообщив об этом остальным. Тем не менее, в это же время из межпространственного портала выходит небольшой жук. Невидимой леди, Существу и Мистеру Фантастику приходится разбираться с жуком, который размножается в ходе битвы и медленно разрушает Здание Бакстера, в то время как Фрэнки и Джонни в друом измерении подвергаются нападению со стороны жуков. В конце концов Джонни и Фрэнки возвращаются на Землю, а жуки — в родной мир, за исключением одного, который остаётся в холодильнике у старушки. |                                 |                  |                  |
| 7 | «Сильные удары»                 | 23 сентября 2006 | 107              |
| В Здание Бакстера приходит коллега-учёный Рида по имени Брюс Бэннер. Тот превращается в Халка, в результате чего Фантастическая четвёрка преследует его по всему Нью-Йорку, дабы предотвратить буйства и не допустить захвата Халка агентом Праттом, который хочет использовать Халка в собственных целях. В конечном итоге Пратту не удаётся остановить Халка, и тот теряется в бесплодных землях. Фантастическая четвёрка спасает положение, а Пратта и его людей арестовывает армия во главе с генералом «Громовержцем» Россом. |                                 |                  |                  |
| 8 | «Мой сосед был Скруллом»        | 30 сентября 2006 | 108              |
| Скруллы выдают себя за соседей Фантастической четвёрки, чтобы собрать ДНК супергеройской команды. В финале командир Скруллов Кл’рт сообщает Ронану Обвинителю, что его подчинённым удалось добыть для него необходимые образцы, чтобы он мог приступить к созданию величайшего воина, которого когда-либо знала вселенная. |                                 |                  |                  |
| 9 | «Самые маленькие герои мира»    | 21 октября 2006  | 109              |
| По вине одного из экспериментов Мистера Фантастика в микровселенной он и другие члены Фантастической четвёрки уменьшаются, из-за чего те попадают в опасное положение, когда Г.Е.Р.Б.И. принимает их за паразитов и пытается истребить. Человек-муравей помогает Фантастической четвёрке добраться до лаборатории и обеспечивает благополучное возвращение в нормальные состояния. |                                 |                  |                  |
| 10 | «Низвержение крота»             | 4 ноября 2006    | 110              |
| Человек-крот использует Гиганто для нападения на Здание Бакстера в надежде заманить Фантастическую четверку в своё подземное логово. |                                 |                  |                  |
| 11 | «Кудесник»                      | 23 июня 2007     | 111              |
| Невозможный человек попадает на Землю на одном из зондов Рида и начинает доставлять всем неприятности. В конце концов Фантастическая четвёрка убеждает Невозможного человека, что Земля слишком скучное место для такого как он. |                                 |                  |                  |
| 12 | «Наживка и обман»               | 30 июня 2007     | 112              |
| Доктор Дум саботирует один из экспериментов Рида, направленных на возвращение Бена Гримма в человеческую форму, в результате чего члены Фантастической четвёрки меняются силами друг с другом. |                                 |                  |                  |
| 13 | «Аннигиляция»                   | 14 июля 2007     | 113              |
| Фантастическая четвёрка попадает в Негативную зону, где сталкивается лицом к лицу с Аннигилусом. Ко всему прочему появляется Доктор Дум, который крадёт источник силы Аннигилуса, становясь угрозой для Земли. |                                 |                  |                  |
| 14 | «Месть Скруллов»                | 11 августа 2007  | 114              |
| Фантастическая четвёрка проводит конкурс, победитель которого проведёт день с супергеройской командой. Этим человеком становится фанат по имени Руперт Гик. После приобретения ДНК членов команды в серии «Мой сосед был Скруллом », Скруллы используют технологию, позволяющую дублировать способности Фантастической четвёрки. В то же время Скруллы не знают, что командир Кл’рт получает помощь от Ронана Обвинителя, представителя расы Крии и их заклятого врага. |                                 |                  |                  |
| 15 | «Нити»                          | 25 августа 2007  | 115              |
| Из-за манипуляций Кукловода город в лице государственных чиновников, таких как мэр Нью-Йорка и начальник полиции, начинает ненавидеть Фантастическую четвёрку. Членов команды выселяют из дома, замороживают счета и изымают имущество. Фантастической четвёрке предстоит очистить своё доброе имя и помешать Кукловоду завладеть умами всех обитателей Земли. |                                 |                  |                  |
| 16 | «Империус Рекс»                 | 9 июня 2007      | 116              |
| Нэмор запрещает человечеству взаимодействовать с мировым океаном, который Подводник объявляет своей территорией. Сьюзан и Джонни уходят под воду, чтобы провести переговоры, однако, оказавшись в Атлантиде, брат и сестра попадают в плен. Рид и Бен прорываются через морских монстров, солдат Атлантиды и Нэмора, чтобы спасти своих товарищей по команде. |                                 |                  |                  |
| 17 | «Новый роковой день»            | 27 апреля 2007   | 117              |
| Посреди ночи в Здание Бакстера проникают Думботы, которые выигрывают для Доктора Дума достаточно времени, чтобы отправить Здание Бакстера в космос. |                                 |                  |                  |
| 18 | «Исцеление»                     | 9 июня 2007      | 118              |
| Риду наконец удаётся вылечить Существо, однако процедура вызывает у Бена Гримма амнезию, стирающую все его воспоминания с момента основания Фантастической четвёрки. Чтобы найти замену Существу, другие члены Фантастической четвёрки проводят прослушивания, на которых Женщина-Халк побеждает других кандидатов в лице Девушку -белку, Капитана Ультру, Техасский Смерч, Человека-лягушку и Флэтмена. Когда Человек-крот нападает на команду со своими существами из лавы, Женщина-Халк подменяет Существо, в то время как потерявший силу Бен Гримм ищут способ спасти положение. |                                 |                  |                  |
| 19 | «Ужасный»                       | 18 августа 2007  | 119              |
| В городе появляется новая команда под названием Ужасающая четвёрка, состоящая из Чародея, Кло, Трапстера и Человека-дракона. Каждый раз, когда Нью-Йорку угрожает опасность, члены команды всегда оказываются на шаг впереди Фантастической четвёрки. Джонни пытается доказать, что Фантастическая четвёрка по-прежнему совершает геройский подвиги, наняв фотографа по имени Питер Паркер. В это время Рид начинает подозревать, что Ужасающая четвёрка вовсе не супергеройская команда. |                                 |                  |                  |
| 20 | «Вне времени»                   | 15 сентября 2007 | 120              |
| Вернувшись из прошлого, чтобы узнать, что погубило динозавров, Фантастическая четвёрка возвращается в Нью-Йорк и обнаруживает, что весь Доктор Дум захватил весь город. |                                 |                  |                  |
| 21 | «Атлантида атакует!»            | 1 сентября 2007  | 121              |
| Нэмор обращается к Фантастической четвёрке за помощью, чтобы остановить узурпирующего его трон Аттуму. В то время как Рид, Сьюзан и Бен помогают в освобождении Атлантиды, Джонни спасает город от гигантского мутировавшего кита. |                                 |                  |                  |
| 22 | «Мошенничество»                 | 6 октября 2007   | 122              |
| После нескольких инцидентов с участием брони Железного человека Фантастическая четвёрка выслеживает Тони Старка. Оказывается, что за нападениями стоял Дум, отчего команде приходится столкнуться с Железным Думом и Железным человеком под его контролем. |                                 |                  |                  |
| 23 | «Джонни Шторм и огненное зелье» | 13 октября 2007  | 123              |
| Во время противостояния с Диабло Джонни случайно подвергается воздействию одного из зелий алхимика, с помощью которого тот намеревался получить контроль над всеми элементами. |                                 |                  |                  |
| 24 | «Поединок чемпионов»            | 20 октября 2007  | 124              |
| По прошению Ронана Обвинителя Грандмастер вынуждает Фантастическую четвёрку сразиться с Ронаном Обвинителем, Невозможным человеком, Аннигилусом и Супер-Скруллом. Судьба всего человечества висит на волоске, поскольку вид проигравших будет уничтожен. |                                 |                  |                  |
| 25 | «Слово Дума — закон»            | 24 февраля 2010  | 125              |
| Доктор Дум создает усиленного Думбота для противостояния с Фантастической четвёркой. Четвёрка пытается перевоспитать робота, чтобы тот сражался на их стороне. Бен становится другом Думбота и называет его «Бруйзером», однако, контроль Дума становится слишком сильным, и Думбот берёт Сьюзан и Рида в заложники. Джонни и Бен отправляются на их спасение, а также на бой с Думом. Когда Джонни также оказывается нейтрализован, Бену приходится сражаться с Бруйзером. |                                 |                  |                  |
| 26 | «И целого мира мало»            | 25 февраля 2010  | 126              |
| На Землю прибывает инопланетный мусорщик Терминус, намеревающийся украсть ресурсы планеты. Во время конфронтации с ним члены Фантастической четвёрки осознают, что тот непобедим. |                                 |                  |                  |